# پاول گوترون
پاول گوترون (انگلیسی: Paul Gottron؛ زادهٔ) دوچرخه‌سوار اهل آلمان است.